# 작열연소
작열연소(glowing combustion)란 응축상태의 연소로 불꽃은 없지만 가시광선을 방출하면서 연소하는 것을 말한다. 보통 고체 가연물의 연소형태이다. 숯, 코크스, 금속분, 목탄 등의 연소가 여기에 속한다.

## 같이 보기
- 연소